# Richland Center (Wisconsin)
Richland Center ist eine Stadt (mit dem Status „City“) und Verwaltungssitz des Richland County im US-amerikanischen Bundesstaat Wisconsin. Im Jahr 2010 hatte Richland Center 5184 Einwohner.

## Bildungseinrichtungen
In Richland Center befindet sich die Richland Center High School und der Campus der University of Wisconsin - Platteville Richland, ein Community College das zum University of Wisconsin System gehört.

## Geographie
Richland Center liegt im Südwesten Wisconsins beiderseits des Pine River, der über den Wisconsin River zum Stromgebiet des Mississippi gehört. Die vom Mississippi gebildete Grenze zu Iowa befindet sich 66 km westlich. Der ebenfalls am Mississippi gelegene Schnittpunkt der drei Bundesstaaten Wisconsin, Iowa und Minnesota liegt 86,5 km westnordwestlich.
Die geographischen Koordinaten von Richland Center sind 43° 20′ 05″ nördlicher Breite und 90° 23′ 12″ westlicher Länge. Das Stadtgebiet erstreckt sich über eine Fläche von 11,29 km2.
Nachbarorte von Richland Center sind Aubrey (10,4 km ostsüdöstlich), Sextonville (11,1 km  südöstlich), Muscoda (19,9 km südsüdwestlich) und Boaz (13,5 km westlich).
Die nächstgelegenen größeren Städte sind La Crosse (104 km nordwestlich), Wisconsins Hauptstadt Madison (96 km ostsüdöstlich), Rockford in Illinois (211 km südöstlich), die Quad Cities in Iowa und Illinois (230 km südlich) und Cedar Rapids in Iowa (232 km südsüdwestlich).

## Verkehr
Der U.S. Highway 14 verläuft in Nordwest-Südost-Richtung als wichtigste Fernstraße durch das Zentrum von Richland Center. Der Wisconsin State Highway 56 zweigt an seinem südlichen Endpunkt vom US 14 ab und führt von dort in nördlicher Richtung als Hauptstraße durch die Stadt. Aus südlicher Richtung kommend verläuft auch der Wisconsin State Highway 80 durch das Stadtzentrum und führt in einem gemeinsamen Verlauf mit dem WI 56 in nördlicher Richtung aus der Stadt heraus. Alle weiteren Straßen sind untergeordnete Landstraßen, teils unbefestigte Fahrwege sowie innerörtliche Verbindungsstraßen.
Mit dem Richland Airport befindet sich 10,6 km südöstlich ein kleiner Flugplatz. Die nächsten Verkehrsflughäfen sind der La Crosse Regional Airport (115 km nordwestlich), der Dubuque Regional Airport in Dubuque, Iowa (129 km südsüdwestlich) und der Dane County Regional Airport in Wisconsins Hauptstadt Madison (105 km ostsüdöstlich).

## Bevölkerung
Nach der Volkszählung im Jahr 2010 lebten in Richland Center 5184 Menschen in 2361 Haushalten. Die Bevölkerungsdichte betrug 459,2 Einwohner pro Quadratkilometer. In den 2361 Haushalten lebten statistisch je 2,12 Personen.
Ethnisch betrachtet setzte sich die Bevölkerung zusammen aus 96,1 Prozent Weißen, 0,7 Prozent Afroamerikanern, 0,2 Prozent amerikanischen Ureinwohnern, 0,8 Prozent Asiaten sowie 1,2 Prozent aus anderen ethnischen Gruppen; 0,9 Prozent stammten von zwei oder mehr Ethnien ab. Unabhängig von der ethnischen Zugehörigkeit waren 3,3 Prozent der Bevölkerung spanischer oder lateinamerikanischer Abstammung.
22,1 Prozent der Bevölkerung waren unter 18 Jahre alt, 57,5 Prozent waren zwischen 18 und 64 und 20,4 Prozent waren 65 Jahre oder älter. 53,6 Prozent der Bevölkerung war weiblich.
Das mittlere jährliche Einkommen eines Haushalts lag bei 36.489 USD. Das Pro-Kopf-Einkommen betrug 20.937 USD. 10,8 Prozent der Einwohner lebten unterhalb der Armutsgrenze.

## Bekannte Bewohner
- Swetlana Iossifowna Allilujewa (1926–2011) – Tochter von Josef Stalin[7] – verbrachte die letzten Lebensjahre in Richland Center
- Raymond Leo Burke (* 1948) – früherer Erzbischof von St. Louis[8] – geboren in Richland Center
- Ira Sherwin Hazeltine (1821–1899) – republikanischer Abgeordneter des US-Repräsentantenhauses (1881–1883)[9]
- Joshua L. Johns (1881–1947) – republikanischer Abgeordneter des US-Repräsentantenhauses (1939–1943)[10] – arbeitete mehrere Jahre als Bankier in Richland Center
- Gilbert L. Laws (1838–1907) – republikanischer Abgeordneter des US-Repräsentantenhauses (1889–1891)[11] – lebte viele Jahre in Richland Center und war hier Bürgermeister
- Deborah Polaski (* 1949) – Opernsängerin[12] – geboren in Richland Center
- William H. Stevenson (1891–1978) – republikanischer Abgeordneter des US-Repräsentantenhauses (1941–1949)[13] – praktizierte von 1920 bis 1930 als Rechtsanwalt in Richland Center
- Vernon Wallace Thomson (1905–1988) – 34. Gouverneur von Wisconsin (1957–1959)[14] – geboren und aufgewachsen in Richland City
- Frank Lloyd Wright (1867–1959) – Architekt, Schriftsteller und Kunsthändler[15] – geboren und aufgewachsen in Richland Center